# رضا الفيلي
رضا عبد الله يوسف الفيلي (1941 - 24 نوفمبر 2014) الشهير ب«رضا الفيلي» إعلامي وأول مذيع تلفزيوني كويتي.

## مسيرته
انضم إلى إذاعة الكويت عام 1959، وساعده في ذلك حمد المؤمن ومنها بدأ مشواره الإعلامي، وكان يدرس في النهار ويذهب إلى الإذاعة ليلا، وبعدها أراد أن يثبت وجوده في العمل التلفزيوني مع بدء التلفزيون مرحلة البث، وانتقل للعمل في تلفزيون الكويت عام 1961، وخلال عمله تولى منصب رئيس الأخبار في التلفزيون ثم التحق بدورة تدريبية في بريطانيا لمدة ثمانية أشهر، تدرب خلالها في محطة «ذي إندبندنت» و«آي تي في» و«بي بي سي»، ثم أوفدته وزارة الإعلام في عام 1969 إلى الولايات المتحدة في دورة دراسية، وخلال الفترة من 1969 إلى 1974 حصل على عدد من الشهادات منها بكالوريوس وماجستير الإذاعة والتلفزيون من جامعة كولومبيا في نيويورك وبكالوريوس في وسائل الاتصال، وماجستير من جامعة كاليفورنيا الجنوبية.

## أول مذيع
ويعتبر الفيلي أول مذيع في تلفزيون الكويت عند بداية البث عام 1961، وعمل أيضًا رئيسًا لقسم الأخبار، ونائب مراقب عام برامج التلفزيون حتى عام 1969، وعضو مجلس إدارة في وكالة الأنباء الكويتية «كونا» عام 1991-1996، ومجلس إدارة الهيئة العامة للرياضة 1998، ومثل الكويت في عدة مؤتمرات ومؤسسة الإنتاج البرامجي المشترك لدول مجلس التعاون الخليجي، كما عمل مستشار مكتب وزير الإعلام 2001-2007، قدم عددًا من البرامج أبرزها «من النافذة»، و«عالماشي».

## جوائز وتكريمات
- جائزة الابداع والريادة العلمية للملتقى الإعلامي العربي السادس بالكويت عام 2009
- درع التقدير لرواد الإعلام الخليجيين عام 2010.[4]

## وفاته
توفي في 24 نوفمبر 2014، بعد معاناة مع المرض عن عمر ناهز 73 عامًا، ودُفن في مقبرة الصليبيخات.